# رومان منديز
رومان منديز هو لاعب كرة قاعدة دومينيكاني، ولد في 25 يوليو 1990 في سان بيدرو دي ماكوريس في جمهورية الدومينيكان.

## وصلات خارجية
- رومان منديز على موقع دوري كرة القاعدة الرئيسي (الإنجليزية)
- رومان منديز على موقع الدوري الياباني لكرة القاعدة (الإنجليزية)
- رومان منديز على موقعبيزبول رفرنس.كوم (الدوري الرئيسي) (الإنجليزية)
- رومان منديز على موقعبيزبول رفرنس.كوم (الدوري الثانوي) (الإنجليزية)
- رومان منديز على موقع إي إس بي إن.كوم (أم.أل.بي) (الإنجليزية)
- رومان منديز على موقع مشجعي الرسوم البيانية (الإنجليزية)